# دخيل فرنسي
الدخيل الفرنسي هو أي من الألفاظ والمعاني الفرنسية المنقولة إلى اللغات الأخرى.